# جنو لين إكس

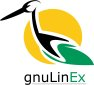

جنو لين إكس (بالإنجليزية: gnuLinEx)‏ أو لين إكس (بالإنجليزية: LinEx)‏ هي توزيعة لينكس مبنية على دبيان وتستخدم جنوم كسطح مكتب. جنو لين إكس هو مبادرة من منطقة إكستريمادورا بأسبانيا. من المفترض للتوزيعة أن تستعمل في جميع مدارس إكستريمادورا بالإضافة إلى المؤسسات الرسمية ، ويتم الترويج لها لتستعمل في المنازل وفي الأعمال التجارية أيضاً. يعمل جنو لين إكس فقط على أجهزة الحاسوب التي تكون معالجاتها مبنية على معمارية i386.